# حشمت‌الله کامرانی
حشمت‌الله کامرانی (زاده ۱۳۲۰ نهاوند – درگذشته ۲۵ فروردین ۱۳۹۹) مترجم و نویسنده اهل ایران بود.

## زندگی شخصی
از آثار به جا مانده می‌توان به ترجمه «انگل» نوشته ماکسیم گورگی و «همزاد» داستایوفسکی پرداخت؛ و از دیگر ترجمه‌های او می‌توان به «مرگ و دختر جوان» نوشته دورفمن، «جاودانگی» نوشته میلان کوندرا، «خانه ارواح» نوشته ایزابل آلنده، «فرزندان سانچز» نوشته اسکار لوئیس اشاره کرد.

## کتابشناسی
- خانه ارواح
- مرگ و دختر جوان
- نه فرشته و نه قدیس
- شوک آینده
- سروانتس دن کیشوت
- داستانهای شکسپیر
- داستان همیشگی
- جاودانگی
- فرزندان سانچز[۳]